# Carlsten

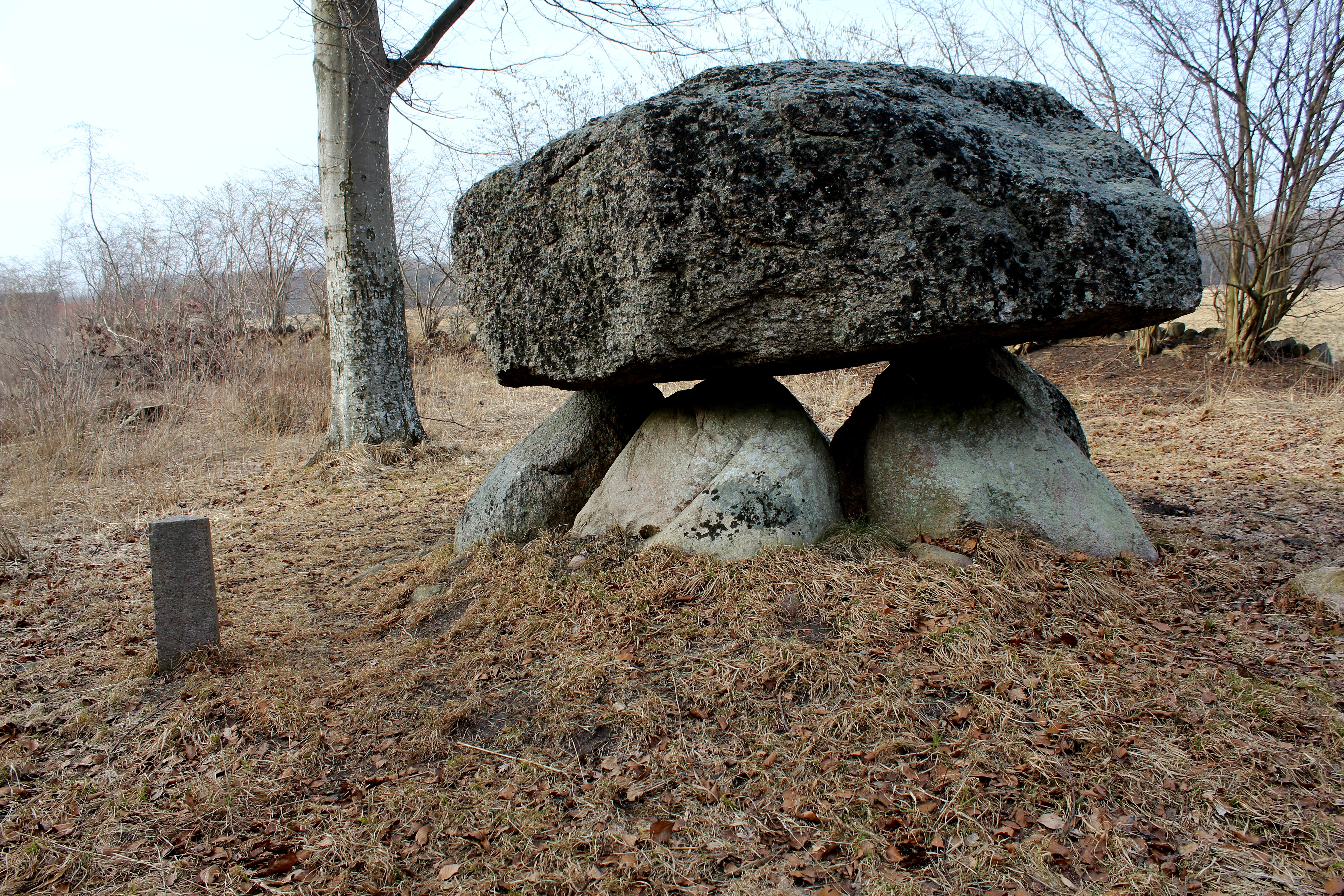
Carlsten

Der Carlsten (auch Carlssten oder Karlssten) ist ein Dolmen in Hundested, westlich von Frederiksværk im Norden der dänischen Insel  Seeland. Er wurde Mitte des 20. Jahrhunderts bekannt, als er Motiv auf der damals neuen 5-Kronen-Note wurde, die der Künstler Gerhard Heilmann (1859–1946) entworfen hat. Das Großsteingrab liegt im Grønneseskov unweit des Strandes. Die Megalithanlage der Trichterbecherkultur (TBK) entstand zwischen 3500 und 2800 v. Chr.
Der massive Dysse (dänisch für „Dolmen“) aus der Jungsteinzeit wurde 1860 unter Schutz gestellt. 1862, als sich auch der Künstler Jacob Kornerup mit der Anlage beschäftigte, wurde sie erstmals von Archäologen in Augenschein genommen.
Der Carlsten ist im archäologischen Sinne keine Besonderheit. Er steht auf den Resten eines Rundhügels (dänisch Runddysse) von etwa 5,0 m Durchmesser. Die Nordwest-Südost orientierte Kammer besteht aus fünf Tragsteinen und dem allseitig überstehenden Deckstein. Die Kammergrundfläche bildet ein Hexagon. Die Kammer ist etwa 2,1 m lang 1,8 m breit und 0,9 m hoch. Der Zugang ist offen, die Steine des Ganges wurden entfernt. Es handelt sich um einen Polygonaldolmen mit dem diesen Typ kennzeichnenden übergroßen Deckstein. Erhalten sind weder der Hügel noch die Steine der Einfassung. Die Anlage der Trichterbecherkultur (TBK) entstand zwischen 3500 und 2800 v. Chr.